# Костараба (Катанцаро)
Костараба је насеље у Италији у округу Катанцаро, региону Калабрија.
Према процени из 2011. у насељу је живело 17 становника. Насеље се налази на надморској висини од 78 м.